# Red Band

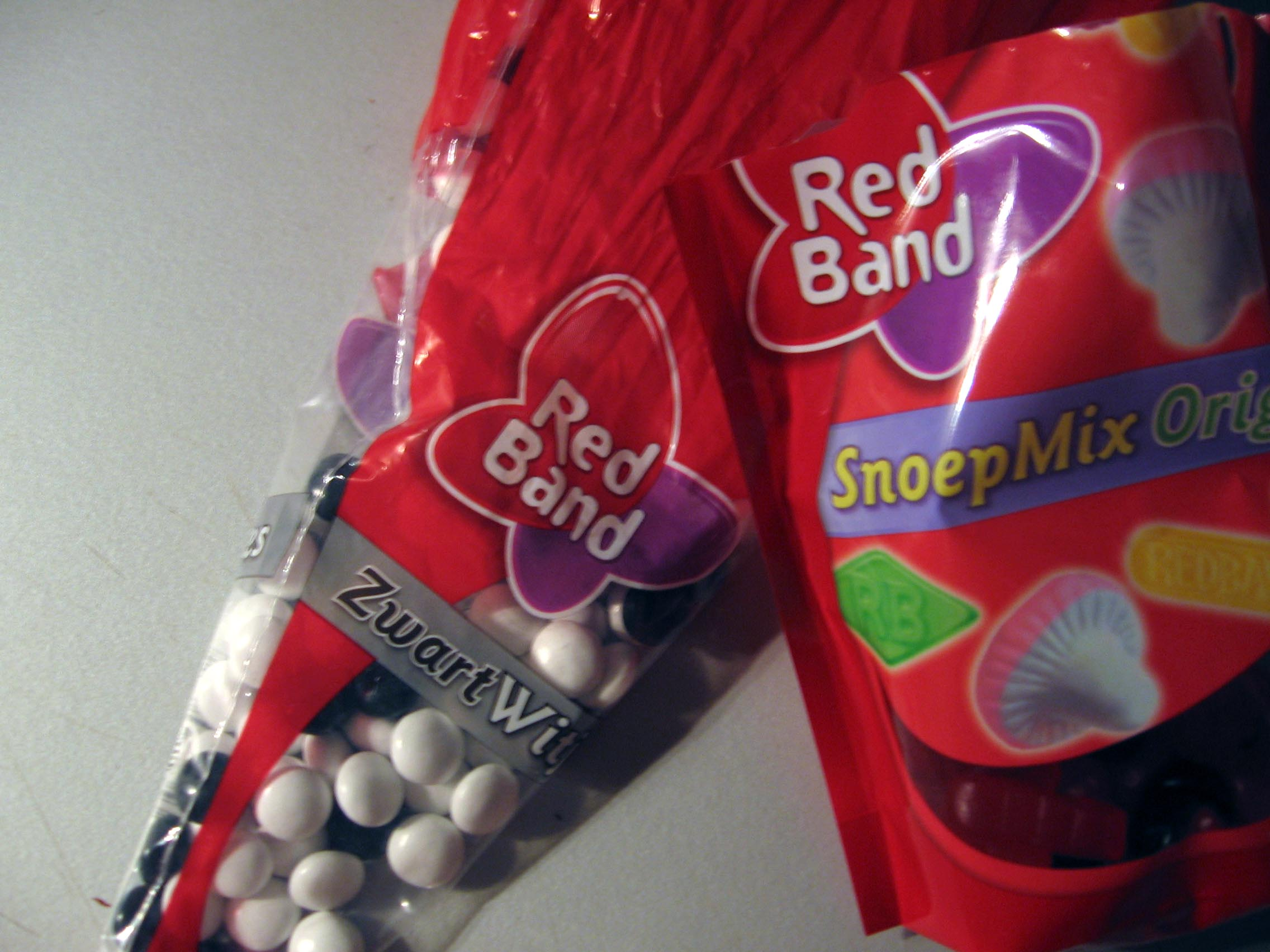
Twee zakken snoep

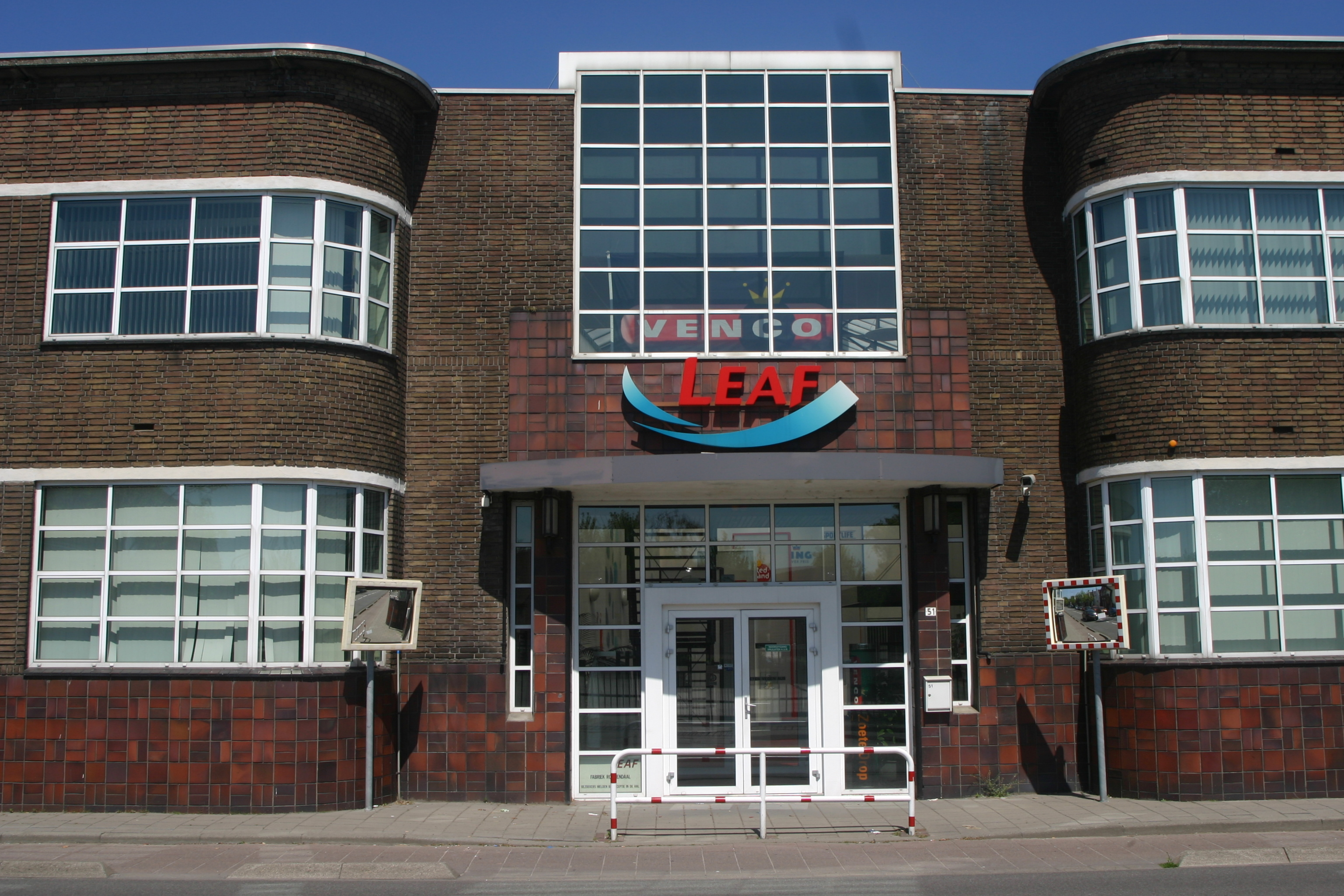
Red Band fabriek te Roosendaal

Red Band is de naam van een snoepwarenfabrikant in Roosendaal en is onderdeel van Cloetta.

## Geschiedenis
Het bedrijf werd opgericht in 1928 door T.J. (Teunis) Overwater als een fabriek voor drop- en suikerwerken. Overwater, een geboren Rotterdammer, was voorheen werkzaam geweest bij De Faam. Het bedrijf startte in de sinds 1920 leegstaande luciferfabriek van Charles Loyens aan de Spoorstraat. Op 28 augustus van dat jaar arriveerden de eerste machines en eind 1928 waren er reeds 25 mensen in dienst. Veel van de machines werden vervaardigd door de Roosendaalse machinefabriek "De Vuurslag". Het bedrijfslogo was oorspronkelijk een rode band met een strik erin, vandaar de naam van de fabriek. Later werd het logo meerdere malen veranderd.
In 1938 werd ook in Turnhout een fabriek van Red Band geopend. In 1965 werd snoepfabriek Venco overgenomen door Red Band, maar bleef als zelfstandig bedrijf bestaan en in 1968 opende Red Band een verkooporganisatie in Bocholt. In 1977 gingen Red Band en Venco samen in een holding, de Verenigde Dropfabrieken (VDF). De VDF werd in 1986 overgenomen door de Centrale Suiker Maatschappij (CSM) en ondergebracht bij de zoetwarendivisie. Een jaar later werd de naam van VDF gewijzigd in Red Band Venco (RBV). In 1989 werd VTS Suikerwerken te Bladel (producent van onder meer vruchtenhartjes) overgenomen en in 1990 volgde pepermuntfabrikant Tonnema. In 1992 werden ook de commerciële activiteiten van Droste binnen RBV geïntegreerd, terwijl de productie onder De Ruijter ging vallen. In 1996 verdween Droste.
De vestiging Naarden van Venco werd in 1995 gesloten en de productie werd naar Roosendaal overgebracht. In 1997 vond bij RBV een reorganisatie plaats, die gepaard ging met een verlies van 125 arbeidsplaatsen.

### Overnames
In 1998 verhuisde het hoofdkantoor van Breda naar Roosendaal. In 1999 werd Rademaker (fabrikant van Hopjes) overgenomen door RBV. CSM nam in hetzelfde jaar Leaf International over, en de zoetwarenactiviteiten van CSM werden ondergebracht in RBV Leaf BV. In 2000 werd de kauwgomfabriek Maple Leaf in Amsterdam gereorganiseerd, waarbij 92 ontslagen vielen. Toen in 2001 een brand in de Amsterdamse fabriek woedde, werd ze niet meer herbouwd, doch gesloten. Het hoofdkantoor van de nieuwe firma verhuisde van Roosendaal naar Oosterhout.
In 2005 werd RBV Leaf overgenomen door CVC Capital en Nordic Capital en ging het bedrijf verder onder de naam Leaf Holland.
In 2012 fuseerde Leaf Holland met Cloetta en op 1 maart 2013 veranderde de naam in Cloetta Holland.

## Erfgoed
De Roosendaalse vestiging aan de Spoorstraat bestaat nog steeds. In 2019 werken er 145 mensen die dat jaar gezamenlijk bijna 19.000 ton snoep hebben geproduceerd. Een gedeelte uit 1935 is geklasseerd als rijksmonument. Het is gebouwd in de stijl van de nieuwe zakelijkheid.